# Храм Иоанна Русского в Кунцеве
Храм святого праведного Иоанна Русского в Кунцеве — православный храм в районе Кунцево в Москве. Относится к Георгиевскому благочинию Московской епархии Русской православной церкви.

## Храм-часовня
Малый деревянный храм-часовня в честь Иоанна Русского был построен в 2003—2004 годах по благословению патриарха Алексия II. Его архитектурная форма — «кораблец», то есть корабль — характерен для русских деревянных церквей.
Главный престол храма освящён в честь Иоанна Русского, приставной — в честь Благовещения Пресвятой Богородицы. Главная святыня — чтимая икона Иоанна Русского с частицей мощей святого. Храм украшен мельхиоровым басменным иконостасом, сочетающим в себе древнерусские традиции с элементами византийского стиля и потолочной росписью.

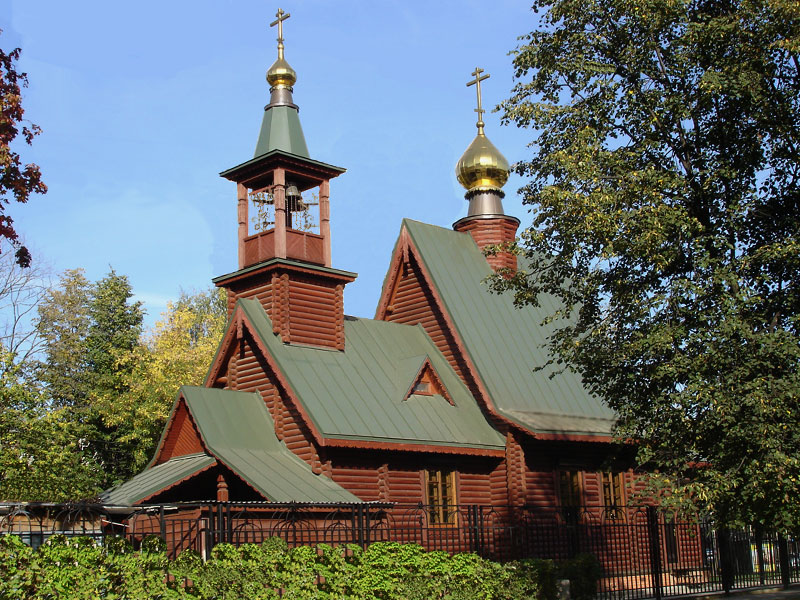
Малый храм-часовня
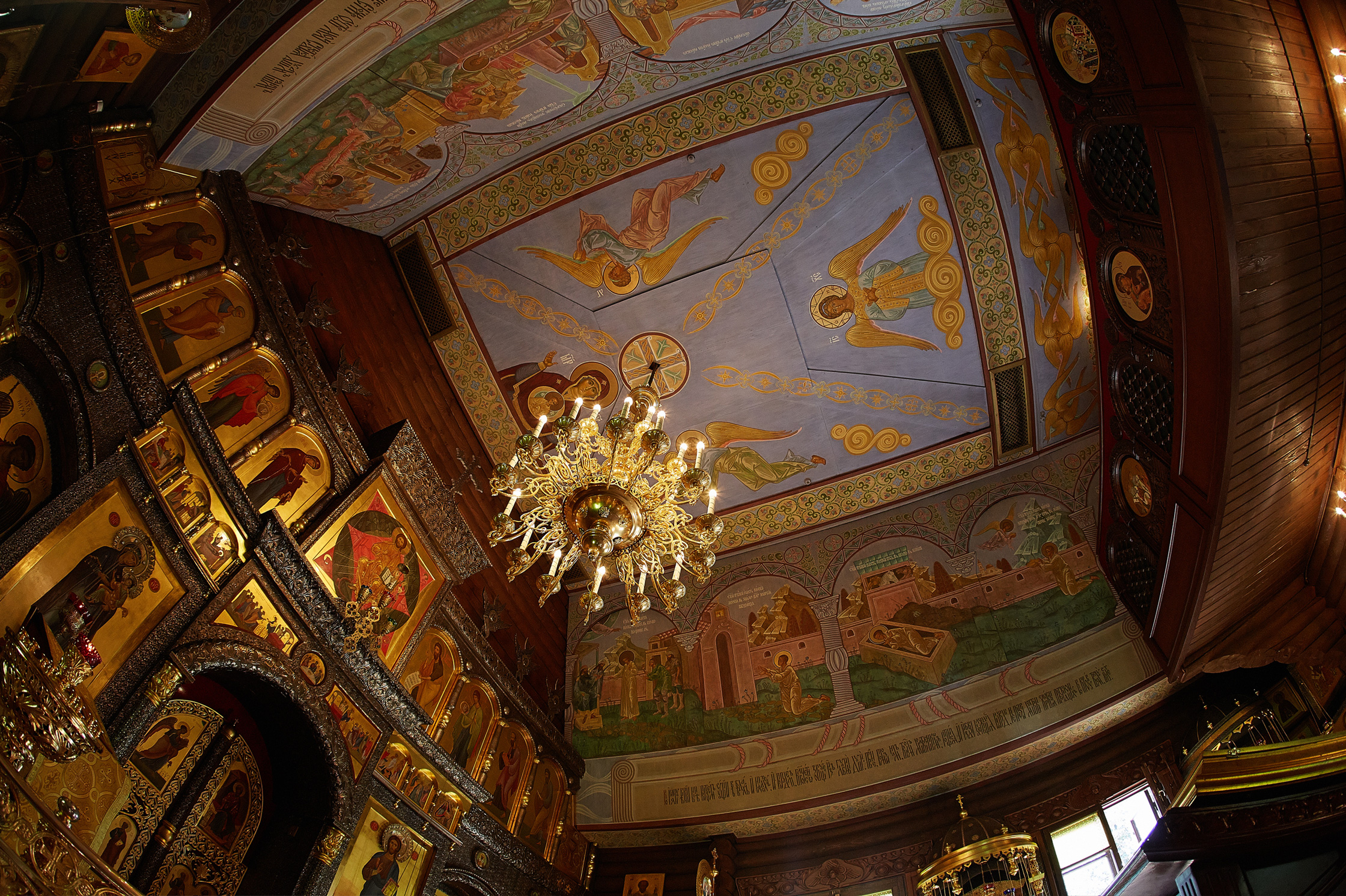
Интерьер храма-часовни и роспись потолка

## Каменный храм
25 августа 2010 года мэр Москвы подписал распоряжение о строительстве храмового комплекса. Был выделен земельный участок под строительство большого каменного храма. Храм стал частью программы строительства православных храмов в Москве («200 храмов») Фонда поддержки строительства храмов города Москвы.
7 июля 2013 года управляющий Западным викариатством епископ Выборгский и Приозерский Игнатий (Пунин) заложил строительство нового, каменного храма вместимостью 500 человек, что в 10 раз больше вместимости существовавшего на тот момент.
7 июля 2016 года управляющий Западным викариатством епископ Егорьевский Тихон (Шевкунов) совершил малое освящение построенного храма.
2 апреля 2017 года патриарх Кирилл совершил великое освящение храма.

Роспись потолка каменного храма
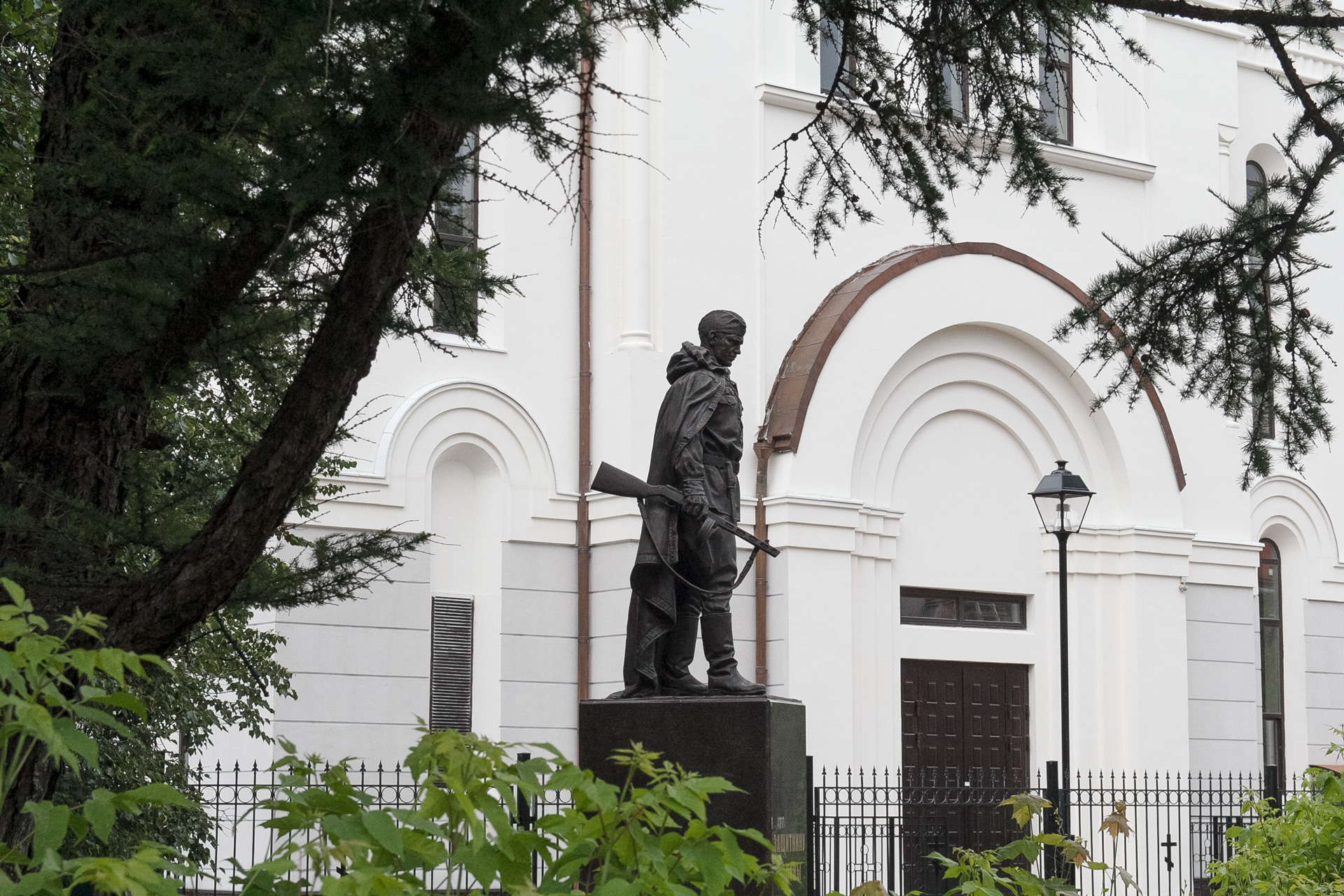
Памятник защитнику Родины

## Богослужения и приходская деятельность
Богослужения в храме совершаются ежедневно — литургия в 8:30 (по воскресным дням, двунадесятым и великим праздникам — две литургии, в 7:00 и в 10:00), вечернее богослужение — в 17:00. В храме совершаются все требы — молебны, панихиды, венчания и крестины. Каждое воскресенье в 15:00 в храме совершается молебен Иоанну Русскому.
При храме действуют воскресная школа для разных возрастов и театр при ней, кружки рукоделия, православное молодёжное объединение «Верность», историко-туристический подростковый клуб «Парус», паломническая служба, школа православной семьи, видеолекторий.
Священнослужители и социальная служба храма окормляют детский дом для детей с отклонениями в развитии № 15, местные центры социального обслуживания, постоянно помогают нуждающимся прихожанам и заключенным. Приход занимается также издательско-просветительской деятельностью.
8 мая 2015 года, накануне 70-й годовщины Победы в Великой Отечественной войне по инициативе прихожан рядом с храмом был установлен памятник защитнику Родины.

## Престольные праздники
- День памяти святого праведного Иоанна Русского, исповедника — 27 мая ст. ст. / 9 июня н. ст.
- Благовещение Пресвятой Богородицы — 25 марта ст. ст. / 7 апреля н. ст.

## Духовенство храма
- настоятель протоиерей Андрей Смирнов
- протоиерей Михаил Глазов
- священник Димитрий Мазанов
- священник Борис Иванов
- священник Илья Юрин
- диакон Дионисий Семенов
- диакон Константин Ковырзин